# Магбет (филм из 2015)
 „Магбет“ (енгл. Macbeth) је британско-француска филмска драма из 2015. режисера Џастина Керзела. Сценарио је адаптација истоимене трагедије Вилијама Шекспира. Главном протагонисти Магбету, шкотском племићу из средњег века, вештице на бојном пољу проричу краљевску круну. Вођен амбицијом и охрабрен подршком своје жене, Магбет одлучује да убије краља. Иако су заплет и језик дијалога већим делом идентични Шекспировом комаду, сценаристи су избацили неколико сцена, ликова, изменили локације и начин одигравања појединих драмских епизода. Такође, почетна сцена у којој Магбетови сахрањују своје дете не постоји у драми. Керзелова адаптација је високо стилизована, са сноликом атмосфером и са визуелно упечатљивим решењима, укључујући и симболичну употребу нијанси црвене и црне на филмској фотографији. У сценама ратовања и убијања присутан је филмски натурализам.
Главне улоге су додељене Мајклу Фасбендеру и Марион Котијар. Пошто је сниман у независној продукцији, тек је Фасбендеров пристанак да глуми у њему, омогућио продуцентима да прикупе финансијска средства потребна за снимање. Осим неколико сцена у глумачкој школи Фасбенедер није имао већег искуства у тумачењу Шекспирових ликова. У својој изведби није се примарно фокусирао на изговарање реплика у традиционалном ритму јампског пентаметра, већ на разумевање садржаја у стиховима и њихово што природније казивање. Натали Портман је првобитно требало да глуми Леди Магбет, али ју је заменила Марион Котијар. Котијар је по сопственом признању, одувек маштала да глуми леди Магбет, али је очекивала да ће то бити у позоришту и на француском језику. Иако је напорно вежбала шекспировски тон и ритам енглеског јампског пентаметра, редитељ је инсистирао да задржи у говору трагове свог француског нагласка, не би ли лик леди Магбет био обликован по принципу  другости и издвојености од осталих ликова. Костимографкиња Жаклин Диран је филмске костиме засновала на књизи „Тилке“, својеврсној енциклопедији фолклорне ношње немачког уметника и етнографа Макса Тиклеа, као и на археолошким и историјским књигама о Викинзима.
Филм је премијерно приказан у оквиру такмичарског програма на Канском филмском фестивалу. Филмска критика га је дочекала позитивним критикама и тренутно на сајту Ротен томејтос има 80 посто позитивних филмских рецензија са просечном оценом од 7,3/10 и са сумирајућим коментаром: Оставши веран драмском тексту, али без жртвовања сопствених филмских квалитета, Керзелов  „Магбет“ се уздиже снагом убедљиве глуме Мајкла Фасбендера и придружује горњем ешалону Шекспирових адаптација на великом платну. Ово је једна од многобројних филмских адаптација Магбета. Најпознатија претходна остварења на основу ову бардовог текста су: „Магбет“ Орсона Велса (1948), „Крвави престо“ Акире Куросаве (1957)  и Магбет Романа Поланског (1971).

## Улоге
| Глумац          | Улога       |
| --------------- | ----------- |
| Мајкл Фасбендер | Магбет      |
| Марион Котијар  | Леди Магбет |
| Педи Консидајн  | Банко       |
| Шон Харис       | Макдаф      |
| Џек Рејнор      | Малколм     |
| Елизабет Дебики | Леди Макдаф |
| Дејвид Тјулис   | Данкан      |